# Ángela Figuera Aymerich
Ángela Figuera née à Bilbao en 1902 et morte à  Madrid en 1984 est une écrivaine basque et républicaine espagnole, membre de la Génération de 36.

## Biographie
Née le 30 octobre 1902 à Bilbao, elle est la fille d'Amelia Aymerich et de Jesús Figuera. Elle décroche son baccalauréat en 1924, puis poursuit ses études en lettres et en philosophie à Valladolid et à Madrid. Elle travaille ensuite dans différentes institutions, dont le collège privé Decroly de Madrid et le collège Montessori. 
Elle vit à Madrid avec la famille qu'elle a fondée lorsque éclate la guerre d'Espagne. Son mari, l'ingénieur Julio Figuera, rejoint l'armée républicaine. Leur fils, Juan Ramón, naît le 30 décembre 1936 au milieu d'un bombardement. La famille doit fuir la capitale pour Valence en février 1937. Après la guerre, la famille s'installe à Soria.
En 1948, elle publie Mujer de barro, puis, l'année suivante, Soria pura, deux ouvrages ayant connu des problèmes avec la censure franquiste. Professionnellement, elle est également victime de l'épuration franquiste, et ce n'est qu'en 1952 que le régime lui permet de travailler à nouveau, dans un poste à la Bibliothèque Nationale de Madrid où elle développe, notamment, son idée de réseau de bibliobus. Elle publie El grito inútil (prix Ifach 1953), puis Víspera de la vida et Los días duros. 
En 1957, elle séjourne à Paris où elle rencontre Pablo Neruda. 
Pour contourner la censure en Espagne, c'est au Mexique qu'elle édite son œuvre Belleza cruel (1958), avec un prologue de León Felipe. L'ouvrage est publié en France et au Canada sous le titre Beauté cruelle. Son œuvre est reconnue par ses pairs, tels que Juan Ramón Jiménez, León Felipe, Gabriel Aresti, Pablo Neruda, Max Aub et Carmen Conde. 
En 1961, elle s'installe avec son époux à Avilés, et publie, à Caracas sa Primera antología. Elle visite l'Union Soviétique en 1966 et le Mexique en 1969, invité par le libraire exilé Alfredo Gracia. 
En 1971, le couple s'installe de nouveau à Madrid, témoin critique de la transition démocratique ouverte par la mort du dictateur en 1975.
En 1979, elle publie un livre de contes pour enfants, Cuentos tontos para niños listos.
Elle meurt le 2 avril 1984 à Madrid.